# Mydełko Fa
Mydełko Fa – pastisz disco polo, piosenka otwierająca album pod tym samym tytułem wykonywana przez Marlenę Drozdowską i Marka Kondrata, w późniejszym okresie również przez Mariusza Czajkę i Pawła Wawrzeckiego, wylansowana latem 1991 roku.

## Historia utworu
Autorem tekstu jest Andrzej Korzyński, a twórcą melodii jego syn Mikołaj Korzyński. W zamierzeniu miała być parodią chodnikowo-straganowych przebojów. Treść utworu inspirowana jest reklamą tytułowego mydła Fa, która to reklama wyróżniała się dużą dawką nagości. Ukazanie się tego nagrania wywołało jednak skutek odwrotny od zamierzonego, bowiem piosenka zdobyła bardzo dużą popularność wśród zwolenników muzyki chodnikowej, stała się wielkim przebojem. Miłośnicy polskiego disco nie zauważyli prześmiewczego charakteru piosenki i przyjęli ją niemalże za swój hymn. Mydełko Fa przez kilka tygodni utrzymywało się również na pierwszym miejscu międzynarodowej listy przebojów radia For You w Chicago.
Parodię piosenki śpiewali artyści m.in. parodysta Stan Tutaj, Kabaret Moralnego Niepokoju, Kabaret OT.TO.